# Kropidlovec černavý
Kropidlovec černavý (Rhizopus stolonifer, nebo též synonymum Rhizopus nigricans) je houba patřící do oddělení Zygomycota. Kropidlovec černavý je považován za jednoho z nejvýznamnějších zástupců rodu Rhizopus.

## Taxonomie
Přírodovědec Christian Gottfried Ehrenberg původem z Německa jako první objevil roku 1818 kropidlovec černavý a pojmenoval jej jako Rhizopus nigricans. Nicméně roku 1902 bylo toto pojmenování změněno francouzským mykologem J. P. Vuilleminem na Rhizopus stolonifer. Dnešní taxonomie prosazuje a upřednostňuje novější pojmenování, tedy Rhizopus stolonifer. Avšak v odborné literatuře se stále můžeme setkat i se starším označením Rhizopus nigricans.

## Popis
Jedná se o houbu, která je známá především pro svou schopnost růstu na dlouho skladovaných potravinách jako je například ovoce či zelenina. Dále také typicky velmi často porůstá starší chléb, na kterém tvoří černobílé souvislé porosty.

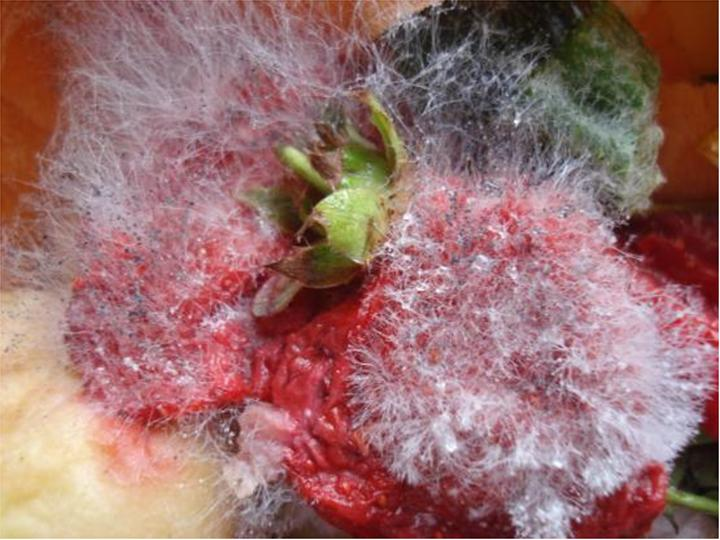
Kropidlovec černavý rostoucí na jahodě

Kropidlovec černavý často kolonizuje právě skladované potraviny, protože stejně jako další zástupci rodu Rhizopus roste velmi rychle při pokojových teplotách.
Kropidlovec černavý neprodukuje žádné mykotoxiny. Nicméně i přesto je v laboratořích vzhledem ke svému snadnému šíření a rychlému růstu považován za nebezpečný kontaminant. Příležitostně může být izolován i z klinického materiálu.

## Výskyt
Kropidlovec černavý se vyskytuje kosmopolitně, nicméně hojněji je zastoupen v teplejších oblastech jako je tropický a subtropický pás. Velmi často se vyskytuje například v půdě a tlejícím rostlinném materiálu. Také se může vyskytovat v krmivech nebo na potravinách, kde může při jejich delším skladování působit hnilobu.

## Růst a fyziologie
Kropidlovec černavý vytváří nevětvené sporangiofory, které jsou dlouhé přibližně 1,5–3 mm a až 20 µm široké. Sporangiofory jsou přímé a světle až tmavě hnědé. Tyto sporangiosfory rostou jednotlivě nebo ve skupině (většinou vyrůstají po 2–5 ze stolonů proti rhizoidům). V substrátu jsou uchyceny pomocí značně rozvětvených rhizoidů.

Fyziologie Rhizopus

Sporangiofory nesou mnohasporová černá víceméně kulovitá sporangia o průměru cca 100–350 µm. Stěna sporangií je rozpustná. Ve zralosti se sporangium zbarví do černa. Kolumely jsou polokulovité až široce elipsoidní a ve stáří se přeměňují do bochníkovitého tvaru. Typický vzhled kolumel se vyznačuje šedohnědou barvou a zřetelným límečkem. Ve chvíli, kdy se sporangiospory uvolní z kolumely, kolumely dehydratací splasknou a překlopí se do podoby deštníku.
Kropidlovec černavý roste velmi rychle na MEA agaru (Malt Extrakt Agar). Po 3–4 dnech při 25 °C poroste celou Petriho misku. Narostlé mycelium je vyšší a světlé. U okrajů misky bývají drobná černá sporangia. Spodní strana zůstává nezbarvená.
Od ostatních zástupců rodu Rhizopus se liší svými většími rozměry, absencí růstu při vyšší teplotě a také rhizoidy s druhotným větvením. Od R. stolonifer var. lyococcos se liší vzpřímenými sporangiofory, od R. sexualis se liší svým heterothalismem.
Optimální teplotou pro růst je 25–26 °C. Minimální teplota, při které je kropidlovec černavý ještě schopen růst, se pohybuje okolo 5 °C. Maximální teplota pro růst je kolem 32–33 °C.

## Rozmnožování
Asexuální rozmnožování je zajištěno pomocí sporangiospor.
Kropidlovec černavý je heterothalický druh. Pro pohlavní rozmnožování jsou tudíž zapotřebí dvě původem odlišná vlákna ('+' a '–' párovací typy). Tato vlákna se k sobě přiblíží a začnou tvořit gametangium, čímž vzniká suspenzor (rozšířený konec hyfy, který nese gametangia). Vzniklá mnohojaderná gametangia jsou od mycelia oddělena přehrádkou. Gametangia se následně postaví proti sobě a po splynutí dochází ke vzniku zygosporangia (obsahuje vždy jednu zygosporu). V tomto stavu může přečkat nepříznivé podmínky. Pokud jsou podmínky příznivé, zygosporangium vyklíčí ve sporangium, ze kterého následně vznikají spory.

## Patogeneze

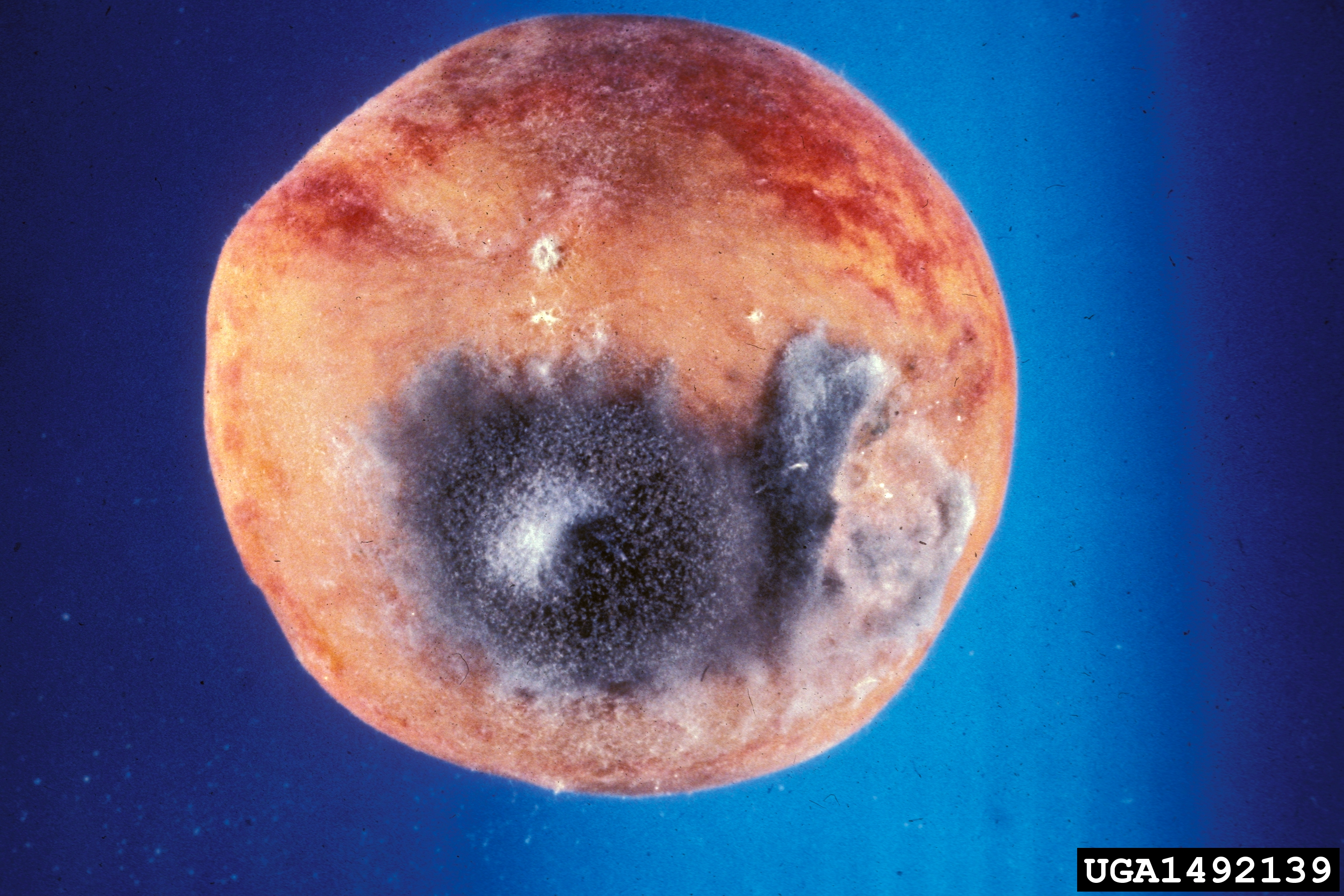
Kropidlovec černavý na broskvi

Vzhledem ke kosmopolitnímu rozšíření může kropidlovec černavý napadat všechny možné potraviny. Nejčastěji napadá zralé plody ovoce. Jedná se velmi často o jahody, broskve, melouny a další druhy ovoce. Obecně je k napadení nejnáchylnější měkké ovoce, na jehož povrchu se velmi snadno vytvoří přirozeným způsobem či neopatrnou manipulací defekty. Dále také ovoce, které má vyšší obsah cukru. Mimo ovoce kropidlovec černavý také často napadá zeleninu (především rajčata, cibuli a brambory), ale také rostliny, jejich hlízy či semena.
Jedním z významných produktů metabolismu kropidlovce černavého je kyselina fumarová. Právě tato kyselina je v prvních fázích napadení odpovědná za počáteční hnilobu napadené potraviny. První dny napadení nemusí být mycelium okem viditelné, nicméně napadený plod výrazně změkne a začne uvolňovat šťávy se značně kyselým zápachem. Pokud je napadená potravina skladovaná při pokojové teplotě, která odpovídá optimálním růstovým teplotám kropidlovce černavého, dojde v následujících dnech k velmi rychlému nárůstu mycelia. Vznikají okem viditelné dlouhé bílé sporangiofory zakončené černými sporangiemi.
Šíření nákazy v rámci napadeného plodu je zajištěno především pomocí různých druhů esteráz. Jedním z nich je například kutináza, která je ve větší míře produkovaná. Tyto esterázy rozrušují původně celistvou buněčnou stěnu rostlinné buňky a tak umožňují houbě pronikat plodem a napadat ho i v dalších místech. Šíření mezi sousedními plody je zajištěno pomocí vnějších faktorů jako je vítr, činnost hmyzu, pohyb zvěře, lidí a dalších.

### Prevence a léčba
Nejlepším způsobem ochrany je řádná prevence. Tou je v první řadě správný přístup ke skladovaným potravinám jako například dodržování nižší skladovací teploty, povrchově poškozené plody oddělit od ostatních a co nejdříve zpracovat. Jedním z dalších způsobů, kterým lze předejít napadení plodu je aplikace rodu Syncephalis. Jedná se o parazity napadající houby řádu Mucoraceae. Tito parazité konkrétně omezují schopnost kropidlovce černavého se sexuálně rozmnožovat. Tímto způsobem tedy oddalují, nebo dokonce zabraňují především posklizňovému napadení plodů. Dále lze v rámci prevence užít komerčně dostupné přípravky fungicidů. Pro ošetření brambor se například užívá orto–fenylfenol (komerčně dostupný jako Stopmold B), nebo dichloran pro účinné omezení skladištní hniloby (komerčně dostupný jako Botran W).
Ve chvíli, kdy je plod už napaden je třeba přistoupit k eliminaci tohoto napadení. Léčba, která se nejčastěji využívá, je založená na použití protiplísňových přípravků. Jedním z nich je například zemědělsky užívaný fungicid Fengycin. Jedná se o lipopeptidový komplex produkovaný kmenem Bacillus subtilis F-29-3. Fengycin prostřednictvím vyvolané nekrózy a apoptózy způsobuje odumírání houbových buněk.

### Infekce člověka
Kropidlovec černavý je oportunní lidský patogen. Způsobuje tedy onemocnění pouze u jedinců s oslabenou imunitou. Nejčastějším projevem napadení bývají infekce dýchacích cest a zánět vedlejších dutin nosních. Velmi zřídka může způsobit onemocnění zvané zygomykóza. Jedná se o velmi nebezpečné onemocnění, které může být i smrtelné.

## Význam
Kropidlovec černavý je hospodářsky významným činitelem posklizňové a skladištní hniloby. Komerčně se využívá pro produkci kyseliny fumarové a také kyseliny mléčné o vysoké čistotě (přidáním zinku do růstového média se značně sníží produkce kyseliny fumarové). Jeho biotechnologický potenciál tkví ve schopnosti produkovat ethanol při procesu hniloby.

## Synonyma
- Rhizopus nigricans Ehrenberg (1820)
- Mucor stolonifer Ehrenberg (1818)
- Rhizopus artocarpi var. luxurians Schroet (1886)
- Mucor niger Geodoelst (1902)
- Rhizopus niger Ciaglinski & Hewelke (1893)